# Gommern
Gommern er en mere end 1050 år gammel by i den sydvestlige del af Landkreis Jerichower Land i den tyske delstat Sachsen-Anhalt.

## Geografi
Gommern ligger ved Ehle, der er en biflod til Elben, med udstrakte skovområder mod sydøst. Gomeren ligger 16 km sydøst for Magdeburg og 31 km fra Burg.
1. januar 2005 blev følgende landsbyer indlemmet i kommunen:
- Dannigkow
- Dornburg
- Karith
- Ladeburg
- Leitzkau
- Menz
- Nedlitz
- Vehlitz
- Wahlitz

1. januar 2008 blev Prödel indlemmet.

## Betydningsfulde personer
- Samuel Hahnemann (1755-1843), der regnes for grundlægger af homøopatien, var fra 1782-1785 læge i amtet Gommern